# Brad Self
Brad Self (* 27. Februar 1981 in Peterborough, Ontario) ist ein ehemaliger kanadischer Eishockeyspieler, der zuletzt in der Saison 2010/11 bei den Fischtown Pinguins Bremerhaven in der 2. Bundesliga auf der Position des Stürmers spielte. Er spielte parallel zum Eishockey noch Lacrosse. Seit seinem Rückzug aus dem professionellen Eishockey widmet er sich vollzeitig dem Lacrosse.

## Karriere

### Eishockey

#### Amerika
Brad Self spielte seine erste OHL-Saison im Jahre 1998 für die Peterborough Petes. Dort stand er für vier Saisons auf dem Eis. Mit jeder Saison konnte er mehr Tore und Assists verbuchen. Er wurde im Jahre 1999 im NHL Entry Draft in der achten Runde an 235. Stelle von den Buffalo Sabres gedraftet.
Nach seinen vier Jahren in seiner Heimatstadt Peterborough wechselte Self an die Saint Mary’s University Halifax. Für deren Eishockeyteam, das in der Atlantic-University-Sport-Liga vertreten war, stürmte er für vier Saisons. In seiner letzten Saison an der St. Mary’s University bekam er den Award für den fairsten Spieler (Most Sportsmanlike Player).

#### Europa
Zur Saison 2006/07 wechselte Brad Self in die deutsche Eishockey-Oberliga zum zehnfachen Deutschen Meister SC Riessersee, welcher in Garmisch-Partenkirchen beheimatet ist. Er unterschrieb für drei Jahre bei den Weiß-Blauen. Dort konnte er in 46 Spielen stolze 34 Tore und 42 Assists, also 76 Scorerpunkte, erzielen, was seine persönliche Bestleistung werden sollte. Er schaffte mit dem SC Riessersee in dieser Saison den Aufstieg in die 2. Bundesliga. In der Saison 2008/09 konnte Self jedoch nur 36 Saisonspiele absolvieren, denn eine Verletzung zwang ihn zu einer Pause von zwei Monaten. Nach den ursprünglich vereinbarten drei Jahren beim SC Riessersee verlängerte er seinen Vertrag um ein weiteres Jahr für die Saison 2009/10. Dies geschah trotz mehrerer Unstimmigkeiten zwischen Self und dem SCR-Manager Ralph Bader.
Nach dieser Saison wechselte Self nach Bremerhaven und absolvierte die Saison 2010/11 im Dress der Fischtown Pinguins. Dort traf er auf seinen Bekannten Chris Stanley. Mit ihm stand Self bereits in der Saison 2008/09 beim SC Riessersee auf dem Eis.
Nach der Saison bei den Pinguins kündigte Self im Jahre 2011 seinen Rückzug aus dem aktiven Eishockey an, um sich zu 100 % dem Lacrosse widmen zu können.

### Lacrosse
In seinen jungen Jahren spielte Brad Self parallel zum Eishockeysport, den er zu diesen Zeiten im Winter betrieb, im Sommer auch Lacrosse. Mit diesem Sport hielt er sich auch zwischen den Eishockey-Saisons fit.
Auch im Lacrosse wurde Self gedraftet: im Jahre 2001 von den Buffalo Bandits. Somit ist er wohl einer der wenigen Sportler, die in zwei verschiedenen professionellen Sportarten in der gleichen Stadt gedraftet wurde.
Self spielte unter anderem für die Colorado Mammoth, die Philadelphia Wings oder die Peterborough Lakers. Nach seinem Rückzug aus dem professionellen Eishockey konnte Self mit letzteren bereits den NLL Champion’s Cup (2012) und den Mann Cup (2012) gewinnen.

## Erfolge und Auszeichnungen
Eishockey
- 2005/06 AUS Most Sportsmanlike Player (Saint Mary’s University)
- 2006/07 Aufstieg in die 2. Bundesliga (SC Riessersee)

Lacrosse
- 2012 NLL Champions Cup (Peterborough Lakers)
- 2012 Mann Cup (Peterborough Lakers)

## Karrierestatistik
(Legende zur Spielerstatistik: Sp oder GP = absolvierte Spiele; T oder G = erzielte Tore; V oder A = erzielte Assists; Pkt oder Pts = erzielte Scorerpunkte; SM oder PIM = erhaltene Strafminuten; +/− = Plus/Minus-Bilanz; PP = erzielte Überzahltore; SH = erzielte Unterzahltore; GW = erzielte Siegtore; 1 Play-downs/Relegation; Kursiv: Statistik nicht vollständig)